# Lajatico
Lajatico település Olaszországban, Toszkána régióban, Pisa megyében. Lakosainak száma 1265 fő (2023. január 1.). Lajatico Chianni, Peccioli, Terricciola, Montecatini Val di Cecina, Riparbella és Volterra községekkel határos.

## Népesség
A település lakossága az elmúlt években az alábbi módon változott:
| Lakosok száma | 1337 | 1301 | 1265 |
|               | 2017 | 2018 | 2023 |

## Híres emberek
Andrea Bocelli operaénekes